# K. Axel Nielsen
Pour les articles homonymes, voir Nielsen.
Knud Axel Nielsen, né le 10 février 1904 à Nørresundby (Danemark) et mort le 31 décembre 1994, est un homme politique danois, membre des Sociaux-démocrates, ancien ministre et ancien député au Parlement (le Folketing).